# Baqueta (arma)

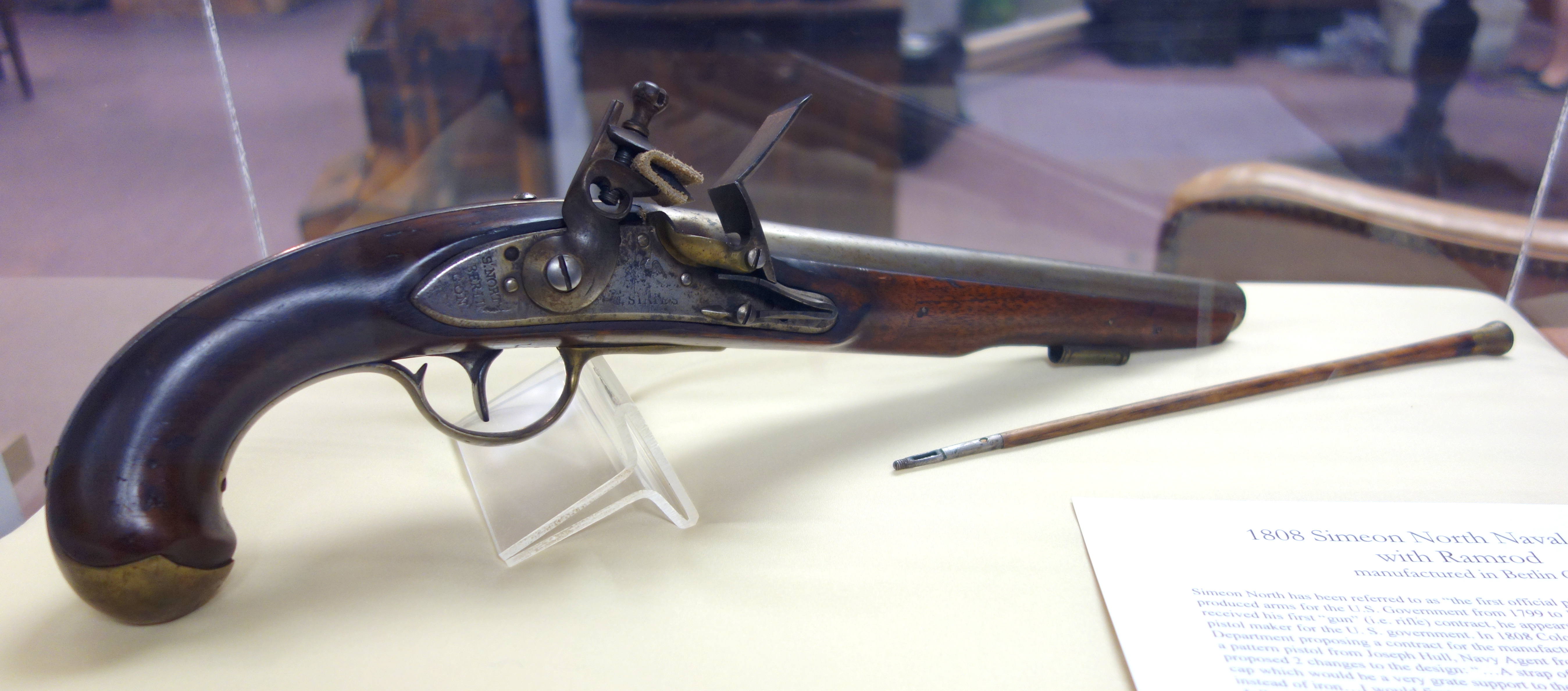
Pistola de chispa y su baqueta (el palito que se ve a la derecha).

Baqueta (del francés baguette, que a su vez provendría del latín baculus) es la varilla de acero anexa al arma de fuego (principalmente las de avancarga), que lleva en su extremo un botón o cilindro pequeño llamado atacador, porque con él se ataca, se aprieta o se reúne la carga. 
En el otro extremo tenía varios pasos de rosca en forma de tornillo, donde se aseguraban los útiles destinados a descargar o limpiar el cañón. Antiguamente, la baqueta era de madera y esa mejora tan obvia de hacerlas de hierro se introdujo, o no se propagó al menos, por primera vez en el regimiento de Anhalt prusiano hacia 1700 para sustituir a las baquetas de madera y a partir de 1718 en todo el ejército prusiano, coincidiendo con las reformas tácticas de Federico II de Prusia que contribuyeron a aumentar la cadencia de fuego y al empleo en las grandes formaciones. Esta mejora cayó en desuso con la aparición del fusil de aguja en 1866 y en el mismo país de Federico.